# Sijsjesberg (heuvel)
De Sijsjesberg (in oude bronnen: Sijtjesberg en (De) Sijdjesberg) is een opgeworpen heuvel in het Gooi in de Nederlandse provincie Noord-Holland. De heuvel ligt in de gemeente Huizen in het bos vlak achter zwembad Sijsjesberg. Naast de heuvel en het zwembad ligt de gelijknamige wijk. De heuvel is 25,7 meter hoog en overwoekerd.
Andere heuvels in het gebied zijn de Woensberg, Tafelberg, Trapjesberg, Eukenberg, Aalberg en de Leeuwen- of Venusberg.

## Etymologie
De naam van de heuvel is afgeleid van het Huizense woord sijtje, hetgeen meisje betekent. Waarom de heuvel zo genoemd is, is echter niet bekend.

## Geschiedenis
De heuvel ligt in een gebied met meerdere tafelbergen. Het fenomeen tafelberg wordt voor het eerst vermeld in de 10e eeuw. Heuvels werden opgeworpen om religieuze redenen met de vorm van een afgeplatte kegel, waarop religieuze feesten gehouden werden. Een bekend voorbeeld daarvan is Silbury Hill. In Nederland worden ze sinds de 19e eeuw als offerberg beschouwd. Of alle heuvels in het Gooi een dergelijke oorsprong hebben is onduidelijk, maar een aantal van de heuvels stammen minstens uit de middeleeuwen omdat ze genoemd worden op de 10e-eeuwse goederenlijst van het klooster Werden. In de 17e eeuw werd de Sijsjesberg in elk geval genoemd op enkele kaarten.
In de jaren 30 van de 20e eeuw werd zand onttrokken aan de Sijsjesberg. Hiermee werden loopgraven aangelegd, ter voorbereiding op de Tweede Wereldoorlog. Ook waren er plannen voor het aanleggen van een meer met beplanting eromheen, maar dat ging uiteindelijk niet door, daar de firma die het zand kocht failliet ging.
De Sijsjesberg was eigendom van de gemeente Huizen, maar wordt thans beheerd door Stichting Goois Natuurreservaat. Desalniettemin heeft de gemeente plannen om een speelbos aan te leggen op de heuvel. In 2023 werd dit door Stichting Behoud Sijsjesbergbos nog voorkomen, maar in 2024 werd het haalbaarheidsonderzoek hervat.
Mogelijk is de Sijsjesberg een tafelberg geweest. Ook is er het vermoeden dat de heuvel tijdens het Weichselien ontstaan is.